# Столяр Зіновій Лазаревич
Зіновій (Залман) Лазаревич Столяр (нар. 21 січня 1924, Красні Окни, Одеська губернія — 13 квітня 2014, Кишинів, Молдова) — молдавський радянський музикознавець, музичний критик і публіцист. Заслужений діяч мистецтв Молдавської РСР (1982).

## Біографія
Народився в сім'ї кожевенника в придністровському селищі Красні Окни Одеської області, яке в жовтні того ж року стало райцентром Красноокнянського району новоствореної в складі України Молдавської АРСР. Дитинство провів в Тирасполі, де навчався в музичній школі у композиторів батька і сина Гершфельд — Григорія Ісаковича та Давида Григоровича. У роки Великої Вітчизняної війни — в діючій армії, служив «катушечником» (зв'язківцем) 6-го окремого полку урядового зв'язку НКВС СРСР на Північному Кавказі (1942—1944), був музичним керівником полкового ансамблю пісні і танцю. У 1950 році закінчив теоретико-композиторський факультет Одеської консерваторії по класу С. Д. Орфєєва, одночасно в 1947—1950 роках викладав в музичних школах Одеси. У 1950—1953 роках — викладач музичного училища в Ворошиловграді (нині Луганськ).
У 1954 році оселився в Кишиневі, де працював викладачем в Середній спеціальній музичній школі імені Є. Коки (1954—1982) і в Молдавській консерваторії (згодом Інститут мистецтв імені Г. Музиченко, 1959—1973). У 1973—1977 роках — відповідальний секретар, а в 1977—1984 роках — заступник голови правління і з 1984 року — редактор Спілки композиторів Молдови, багаторічний член правління Спілки композиторів і музикознавців Республіки Молдова. Протягом багатьох років був постійним музичним критиком газети «Молодь Молдови». З початку 1990-х років — науковий співробітник Інституту національних меншин Академії Наук Республіки Молдова. Вів радіопередачі на ідиші, присвячені питанням музики, на республіканському радіо (у програмі «Індзер лейбм» — Наше життя). Кавалер ордена «Глорія Мунчій» (Gloria Muncii — Хвала Праці, 1999).
Автор численних статей і наукових робіт на російській і молдавській мовах по загальній теорії музики, історії композиторського мистецтва Молдавії, молдавської та єврейської народної музики (особливо про їх взаємовплив), концертних і театральних рецензій, а також більше 30 монографій і навчальних посібників з цих питань. Серед книг Зіновія Столяра, що витримали 3 перевидання «Посібник з елементарної теорії музики» (спільно з Ю. М. Ткачем, 1957, 1961, 1964, на російській і молдавській мові), «Шико Аранов» (1959), «Опера Д. Гершфельда „Грозован“. Путівник» (з Ю. М. Ткачем, 1960), «Гершфельд» (1961), «Виразні засоби музики» (1963), «Музичні жанри» (1963), «М. І. Глінка» (1967, на молдавській мові), «Молдавська радянська симфонія» (1967), «Антон Рубінштейн» (1969, на молдавській мові), «Георгій Няга» (1959 і 1973), «Злата Ткач», «Що таке музика» (1976, на молдавській мові), «Молдавська радянська пісня» (1979), «Сторінки молдавської музики» (1983), «Єврейська дойна: єврейська народна музика в Бессарабії і Лівобережному Придністров'ї» (1998, німецьке видання — 2000), «Сторінки єврейської музики: дослідження, спостереження, замітки» (2001), «Люди і час: композітори- євреї в музичній культурі Молдови. 1930-1980-ті роки XX століття» (бібліографічний довідник, 2003), «Дорогами творчості» (вибрані статті про молдавських композиторів, 2004). Столяр проводив музичні салони, лекції та бесіди, присвячені відомим діячам єврейської, молдавської та російської музичної культури.

## Родина
Дружина З. Л. Столяра — відомий музичний педагог, завідувач кафедри спеціального фортепіано Державної академії музики, театру і образотворчих мистецтв Молдавії, заслужений діяч мистецтв республіки, професор Людмила Веніамінівна Ваверко.
Дочка — піаністка, музичний педагог Ірина Столяр (1952—2010).

## Книги
- Посібник з елементарної теорії музики (з Ю М. Ткачем). Кишинів, 1957 (друге видання — 1961, третє видання — 1963).
- Шико Аранов. Москва: Радянський композитор, 1959.
- Георгій Няга. Москва: Радянський композитор, 1959.
- Опера Д. Гершфельд «Грозован». Путівник (з Ю. М. Ткачем). Москва: Радянський композитор, 1960.
- Давид Гершфельд. Кишинів: Карта молдовеняске, 1961.
- Виразні засоби музики. Кишинів: Карта молдовеняске, 1963.
- Музичні жанри. Кишинів: Карта молдовеняске, 1963.
- Ліричні пісні та романси Д. Г. Гершфельд (укладач і редактор). Москва: Радянський композитор, 1963.
- М. І. Глінка. Кишинів, 1967.
- Молдавська радянська симфонія. Кишинів: Карта молдовеняске, 1967.
- Антон Рубінштейн. Кишинів: Карта молдовеняске, 1969.
- Георгій Няга. Кишинів: Карта молдовеняске, 1973.
- Що таке музика. Кишинів, 1976.
- Молдавська радянська пісня. Кишинів: Література артістіке, 1979.
- Сторінки молдавської музики. Кишинів: Література артістіке, 1983.
- Єврейська дойна: єврейська народна музика в Бессарабії і Лівобережному Придністров'ї. Кишинів, 1998. (на німецькій мові — Відень, 2000).
- Сторінки єврейської музики: дослідження, спостереження, замітки. Кишинів: Pontos, 2001.
- Люди і час: композитори-євреї в музичній культурі Молдови. 1930-1980-ті роки XX століття. Інститут міжетнічних досліджень Академії Наук Республіки Молдова, відділ історії та культури євреїв Молдови. Кишинів: SN, 2003.
- Дорогами творчості: Вибрані статті про молдавських композиторів. Друга половина XX століття. Кишинів: Primex-Com, 2004.

## Нотні видання
- Антологія радянської молдавської пісні (Antologie de cîntece sovietice moldoveneşti). Кишинів: Література артістіке, 1985.
- Від азой! Єврейські народні пісні. Обробка для голосу і фортепіано Зіновія Столяра. Єврейський конгрес Республіки Молдова та Асоціація єврейських організацій і громад Молдови. Кишинів: SN, 2004.